# Krasen Kralew
Krasen Kiriłow Kralew, bułg. Красен Кирилов Кралев (ur. 2 stycznia 1967 w Warnie) – bułgarski polityk, przedsiębiorca i działacz sportowy, parlamentarzysta, w latach 2014–2017 i 2017–2021 minister młodzieży i sportu.

## Życiorys
Absolwent Uniwersytetu Medycznego w Warnie. Kształcił się także na University of South Carolina w zakresie organizowania kampanii wyborczych. Na początku lat 90. zajął się prowadzeniem działalności gospodarczej. Założył przedsiębiorstwo MAG Communications funkcjonujące w branży reklamowej, później został także właścicielem dwóch bułgarskich firm internetowych.
W młodości uprawiał biegi długodystansowe, był młodzieżowym rekordzistą Bułgarii na 20 km. W latach 1998–2001 i 2003–2007 pełnił funkcję prezesa klubu piłkarskiego Czerno More Warna. W 2010 stanął na czele komisji do spraw futsalu w strukturze bułgarskiego związku piłki nożnej.
Był współzałożycielem i do 2012 wiceprzewodniczącym partii Nowoto Wreme, z którą w 2009 współtworzył koalicję wyborczą Lider. Później dołączył do partii GERB. W przedterminowych wyborach w 2014 uzyskał mandat posła do Zgromadzenia Narodowego 43. kadencji.
W listopadzie 2014 w drugim rządzie Bojka Borisowa objął stanowisko ministra młodzieży i sportu. Zakończył urzędowanie w styczniu 2017. W marcu tego samego roku z powodzeniem ubiegał się o poselską reelekcję. W maju 2017 otrzymał ponownie nominację na ministra młodzieży i sportu w trzecim gabinecie lidera partii GERB, funkcję tę pełnił do maja 2021.
W kwietniu 2021, lipcu 2021, listopadzie 2021, październiku 2022, kwietniu 2023, czerwcu 2024 i październiku 2024 utrzymywał mandat deputowanego na kolejne kadencje.